# Manfred Grimm (Fußballspieler, 1948)
Manfred Grimm (* 1. Januar 1948) ist ein ehemaliger deutscher Fußballspieler. Der Stürmer absolvierte von 1966 bis 1974 in der damals zweitklassigen Fußball-Regionalliga insgesamt 184 Spiele und erzielte 77 Tore. Im ersten Jahr der 2. Fußball-Bundesliga, 1974/75, kam der Angreifer beim VfR Heilbronn auf 33 Ligaspiele mit sieben Toren.

## Karriere
Grimm begann seine Karriere beim SV Waldhof Mannheim in der Fußball-Regionalliga Süd. Am 18. September 1966 debütierte der Nachwuchsspieler beim 4:0-Heimerfolg gegen Darmstadt 98 als Mittelstürmer in der Ligaelf der Blau-Schwarzen vom Alsenweg. Er debütierte dabei unter Trainer Robert Körner an der Seite der Leistungsträger Wolfgang Höfig, Rolf Lederer und Klaus Sinn mit zwei Treffern. Neben den weiteren Offensivkräften Udo Glaser, Karl-Heinz Kiss, Ivan Perusic und Friedrich Zipperer absolvierte der junge Stürmer 17 Ligaspiele und erzielte für Waldhof zehn Tore. In seinem zweiten Waldhöfer Jahr, 1967/68, kamen mit Jürgen Dringelstein und Karl-Heinz Rößler zwei weitere Angreifer zum Ligakader hinzu. Unter Trainer Hermann Lindemann kam er lediglich zu zwölf weiteren Einsätzen, wo er zwei Tore erzielte. Deshalb schloss er sich zur Saison 1968/69 Südwest Ludwigshafen in der Fußball-Regionalliga Südwest an. Bei Südwest gehörte er sofort der Stammbesetzung an und erzielte in den zwei erfolgreichen Runden 1969/70 und 1970/71, als Südwest jeweils den dritten Platz belegte, insgesamt für das Team von Trainer Kurt Jung und Mitspielern wie Jürgen Wingert, Ulrich Kleinbub, Manfred Schönholz, Erich Eberspach, Norbert und Peter Klemm, 35 Tore.
In der Saison 1972/73 spielte er für den Karlsruher SC in der Fußball-Regionalliga Süd. Zur Vizemeisterschaft der Elf aus dem Wildparkstadion steuerte der Stürmer in 18 Ligaspielen drei Treffer bei. Sein Debüt für die Blau-Weißen gab er am 12. August 1972 beim 1:1-Auswärtsremis bei den Stuttgarter Kickers. Im damaligen 4:3:3-System war der KSC-Angriff unter Trainer Heinz Baas zumeist mit Roland Vogel (33-13), Hans Fritsche (31-16) und Gerd Becker (31-11) besetzt gewesen. Nach einer Saison kehrte er der badischen Beamtenstadt den Rücken und schloss sich wieder Südwest Ludwigshafen zur letzten Runde des alten zweitklassigen Regionalligasystems, 1973/74, an. Unter Trainer Horst Kunzmann war er sofort wieder Stammspieler und erzielte in 26 Einsätzen an der Seite der Mitspieler Stefan Groß, Ibrahim Muratović und Milan Živadinović 15 Tore.
Zur Debütsaison der 2. Fußball-Bundesliga, 1974/75, wechselte der torgefährliche Angreifer zum damals in der 2. Liga Süd spielenden VfR Heilbronn. Der Rundenstart verlief für Grimm wie für Heilbronn durch den 5:1-Startsieg am 3. August 1974, der neue Mittelstürmer erzielte zwei Tore, optimal. Er wurde schnell Stammspieler und erzielte in seiner ersten Saison an deren Ende der Abstieg in die 1. Amateurliga stand, in 33 Zweitligaeinsätzen sieben Tore. Der VfR startete die Runde mit Trainer Željko Čajkovski und versuchte den drohenden Abstieg im November 1974 mit dessen Nachfolger Rudi Faßnacht abzuwenden. Trotz der Mitspieler Reinhold Fanz, Karl-Heinz Frey, Werner Haaga, Klaus Kubasik, Roland Mall und Petar Micic gelang dies mit dem erreichten 17. Rang aber nicht. In den folgenden Jahren versuchte der VfR vergeblich, in den Profibereich zurückzukehren. Zu diesen Bemühungen trug Manfred Grimm u. a. in der Saison 1976/77 mit 14 Treffer bei.
1978 erreichte er mit dem VfR Heilbronn die Qualifikation 1978/79 zur neugegründete Oberliga Baden-Württemberg. Als einer der wenigen war er nicht am großen Skandal am Ende dieser Saison beteiligt, als nahezu die gesamte Mannschaft nach dem errungenen Titel zum Feiern nach Mallorca flog, anstatt im WFV-Pokal-Spiel gegen den SB Heidenheim anzutreten.
In der ersten Oberligaspielzeit trug Grimm mit 14 Saisontreffern erheblich zum Klassenerhalt bei. Beim 13:1-Sieg gegen den DJK Konstanz erzielte er fünf Treffer. In der folgenden Saison wurde er mit 20 Treffern Oberliga-Torschützenkönig. Dabei erzielte er am 13. März 1982 beim 3:0-Sieg gegen den FV Lauda einen Hattrick innerhalb von fünf Minuten. Nach der Saison 1982/83 beendete Manfred Grimm seine aktive Karriere.
Manfred Grimm, seit 1973 Grund- und Hauptschullehrer, wurde zum Schuljahresbeginn 1983/84 stellvertretender Schulleiter (Konrektor) an der Heilbronner Staufenbergschule. Von 2002 bis 2013 leitete er als Rektor diese Grund- und Werkrealschule.